# Ragnar Thorngrens Minne
Ragnar Thorngrens Minne är ett travlopp för 4-åriga varmblod som körs på Åbytravet i Mölndal varje år under sommaren, samma tävlingsdag som Åby Stora Pris. Loppet körs till minne av Åbyprofilen Ragnar Thorngren. Distansen är 2140 meter med autostart. Sedan 2018 är loppets förstapris 250 000 kronor.
Löpningsrekordet i loppet är 1.11,0, vilket Aramis Bar och Björn Goop segrade på i 2020 års upplaga.

## Vinnare
| År   | Häst              | Kusk                   | Tränare               | Tid    | Tvåa              | Trea               |
| ---- | ----------------- | ---------------------- | --------------------- | ------ | ----------------- | ------------------ |
| 2024 | Devilish Hill     | Magnus Teien Gundersen | Geir Vegard Gundersen | 1.10,6 | Crown             | Underground Artist |
| 2023 | Monastery Boko    | Björn Goop             | Paul J. P. Hagoort    | 1.11,7 | Danger Bi         | Jetborne           |
| 2022 | Calypso di Poggio | Jörgen Sjunnesson      | Erik Bondo            | 1.11,0 | Edibear           | Full of Muscles    |
| 2021 | Mr Mah Can        | Rikard N. Skoglund     | Robert Bergh          | 1.13,4 | Bubble Effe       | Brambling          |
| 2020 | Aramis Bar        | Björn Goop             | Björn Goop            | 1.11,0 | Power             | Galantis           |
| 2019 | Tae Kwon Deo      | Adrian Kolgjini        | Adrian Kolgjini       | 1.11,8 | Zarenne Fas       | Missle Hill        |
| 2018 | Alcoy             | Peter Untersteiner     | Peter Untersteiner    | 1.12,2 | Perfect Spirit    | Velvet Gio         |
| 2017 | Diamanten         | Robert Bergh           | Robert Bergh          | 1.12,5 | Explosive Merlot  | Great King Wine    |
| 2016 | Timbal            | Robert Bergh           | Robert Bergh          | 1.13,6 | Twister Bi        | Bellino B.         |
| 2015 | Spartan Kronos    | Conrad Lugauer         | Conrad Lugauer        | 1.14,0 | Sylvester America | Michelangelo Ås    |
| 2014 | Rolex Bigi        | Anders Svanstedt       | Anders Svanstedt      | 1.13,1 | Radieux           | Nimbus C.D.        |
| 2013 | Nagini            | Åke Svanstedt          | Åke Svanstedt         | 1.14,1 | Thai Investment   | Barracuda River    |
| 2012 | Lazer Broline     | Ola Samuelsson         | Ola Samuelsson        | 1.14,7 | Obey Kronos       | Gigant Sånna       |
| 2011 | Deuxieme Picsous  | Johnny Takter          | Johan Lejon           | 1.14,3 | Raja Mirchi       | Burning Line Gral  |
| 2010 | Schwerin Boko     | Åke Svanstedt          | Åke Svanstedt         | 1.14,8 | Hell of a Kemp    | Mountain Man       |
| 2009 | Knockout Rose     | Erik Adielsson         | Stig H. Johansson     | 1.14,9 | Revenue Jr        | Noras Bean         |
| 2008 | Quick Profit      | Johnny Takter          | Kari Lähdekorpi       | 1.15,0 | Lightning Flight  | Mr Leone           |